# Karibiska gemenskapen

CARICOM:s flagga

Karibiska gemenskapen eller CARICOM (Caribbean Community and Common Market) är den karibiska motsvarigheten till den tidigare europeiska gemenskapen EG. Organisationen grundades 1973 då de fyra staterna Barbados, Guyana, Jamaica samt Trinidad och Tobago undertecknade det s.k. Chaguaramas-avtalet. Organisationen har sedan utvidgats till 15 medlemsländer, fem associerade medlemmar och sju länder med observatörsstatus. CARICOM syftar ytterst till att förbättra livskvalitet för alla i människor i medlemsstaterna. CARICOM har sitt sekretariat i Guyanas huvudstad Georgetown.

## Karibiska gemenskapens flagga
CARICOM:s flagga har utformats med flera symboliska betydelser. Den övre delen av den blå bakgrunden symboliserar Karibiens blå himmel, den nedre mörkare blå ytan representerar Karibiska havet. Det gula cirkelformade fältet i mitten betecknar solen som utgör bakgrund till två sammankrokade C:n utformade som brutna länkar i en kedja. De symboliserar både enigheten i organisationen och brytningen med det förflutna, med kolonialmakterna. Den gröna ringen runt den gula cirkeln symboliserar regionens växtlighet.

## Medlemsländer (inträdesdatum)
- Barbados (1 augusti 1973)
- Jamaica (1 augusti 1973)
- Guyana (1 augusti 1973)
- Trinidad och Tobago (1 augusti 1973)
- Antigua och Barbuda (1 maj 1974)
- Belize (1 maj 1974)
- Dominica (1 maj 1974)
- Grenada (1 maj 1974)
- Montserrat (1 maj 1974)
- Saint Lucia (1 maj 1974)
- Saint Kitts och Nevis (1 maj 1974)

Mörkgrön färg: Medlemmar i CARICOM,
Ljusgrön färg: Associerade länder,
Beige färg: Länder med observatörsstatus,
Grå färg: ej medlemmar.

- Saint Vincent och Grenadinerna (1 maj 1974)
- Bahamas (4 juli 1983, ej medlem av den gemensamma marknaden)
- Surinam (4 juli 1995)
- Haiti (3 juli 2002, provisoriskt medlemskap 4 juli 1998)

| - Brittiska Jungfruöarna (2 juli 1991) - Turks- och Caicosöarna (2 juli 1991) - Anguilla (4 july 1999) - Caymanöarna (15 maj 2002) - Bermuda (2 juli 2003) | - Aruba - Colombia - Curaçao - Dominikanska republiken - Mexiko - Puerto Rico - Sint Maarten - Venezuela |